# Åh, en så'n advokat
Åh, en så'n advokat är en svensk komedifilm från 1940 i regi av Gösta Rodin. I huvudrollerna ses Elof Ahrle och Birgit Rosengren.

## Handling
Loffe Karlsson slutar sin anställning som chaufför. Han blir istället advokat och får lov att hjälpa kassörskan Greta i ett arvsmål där alla andra advokater utövar sitt yrke tvivelaktigt.

## Om filmen
Filmen premiärvisades den 26 augusti 1940 på biograf Fågel Blå i Uppsala. Stockholmspremiär skedde en vecka senare på Aveny vid Birger Jarlsgatan och på Lorry vid Sankt Eriksplan. Filmen har visats ett flertal gånger på TV.

## Rollista
- Elof Ahrle – Elof "Loffe" Karlsson
- Birgit Rosengren – Greta Berg, kassörska
- Margit Manstad – Karin Bergfeldt
- Einar Axelsson – direktör Adolf Bergfeldt
- Gösta Cederlund – advokat Nyberg
- Signe Wirff – Gretas mor
- John Botvid – kamrer Lundgren på Nybergs advokatbyrå
- Ragnar Widestedt – advokat Boman
- Artur Cederborgh – grosshandlare Blomqvist
- Erik Rosén – domare
- Anna Olin – Agda Pettersson, barnmorska
- Manne Grünberger – ung man på Restaurang Nymånen
- Knut Frankman – kypare på Restaurang Nymånen
- Bellan Roos – servitris som tappar en bricka
- Gösta Bodin – hovmästare i Loffes och Gretas dagdröm
- Stig Johanson – dansande i Loffes och Gretas dagdröm
- Gustaf Hiort af Ornäs – nämndeman
- Tage Almqvist – nämndeman
- Nils Ekman – rättens protokollförare
- Wera Lindby – fröken Granlund, ena flickan på dansrestaurangen
- Alli Halling – fröken Johansson, andra flickan på dansrestaurangen
- Walter Lindström – utkastare på dansrestaurangen
- Lisa Wirström – servitris på Nymånen
- Millan Fjellström – städerska på Nymånen